# Bois du Hautmont
Bois du Hautmont är en skog i Belgien.   Den ligger i provinsen Vallonska Brabant och regionen Vallonien, i den centrala delen av landet, 20 km söder om huvudstaden Bryssel.
Trakten runt Bois du Hautmont består till största delen av jordbruksmark. Runt Bois du Hautmont är det tätbefolkat, med 659 invånare per kvadratkilometer.